# Gut Röhrentrup

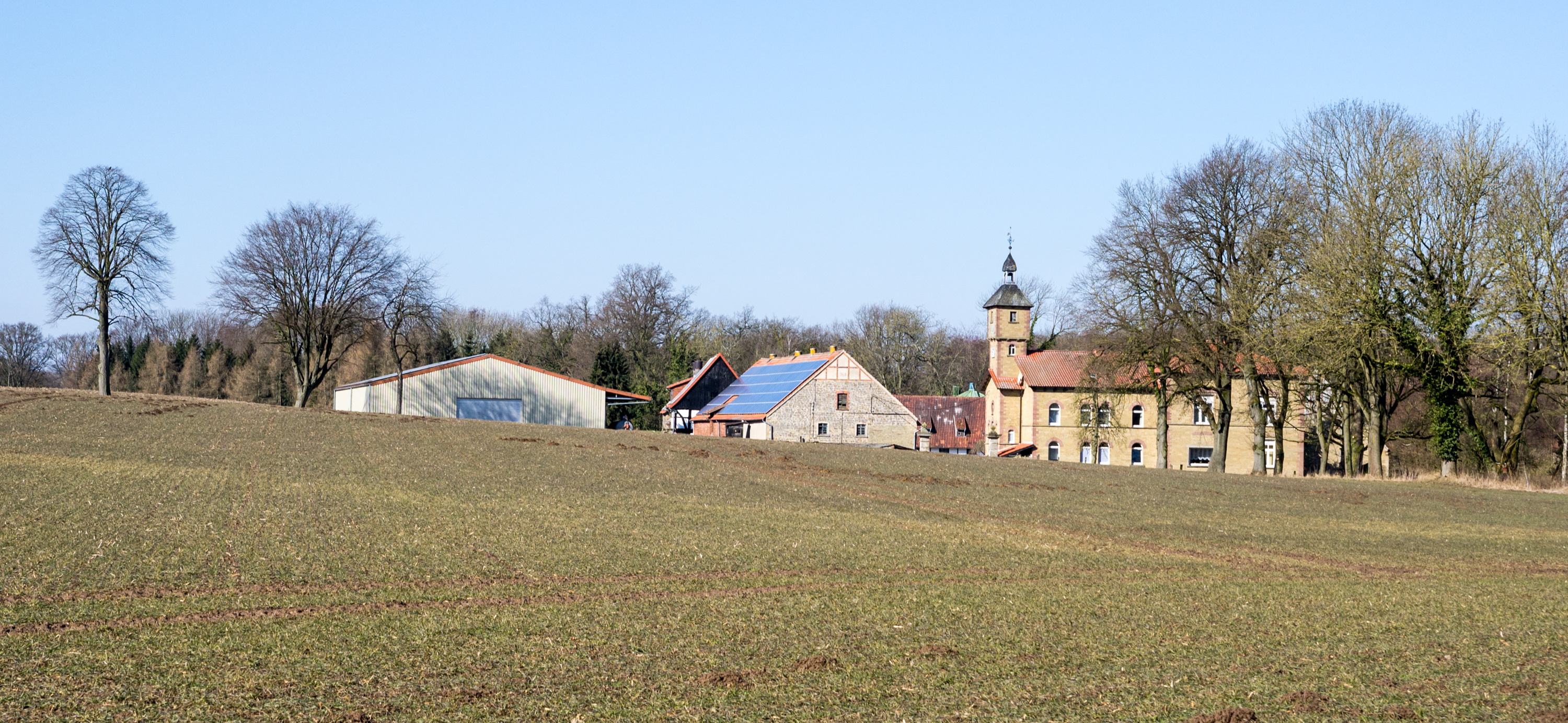
Gut Röhrentrup von Osten

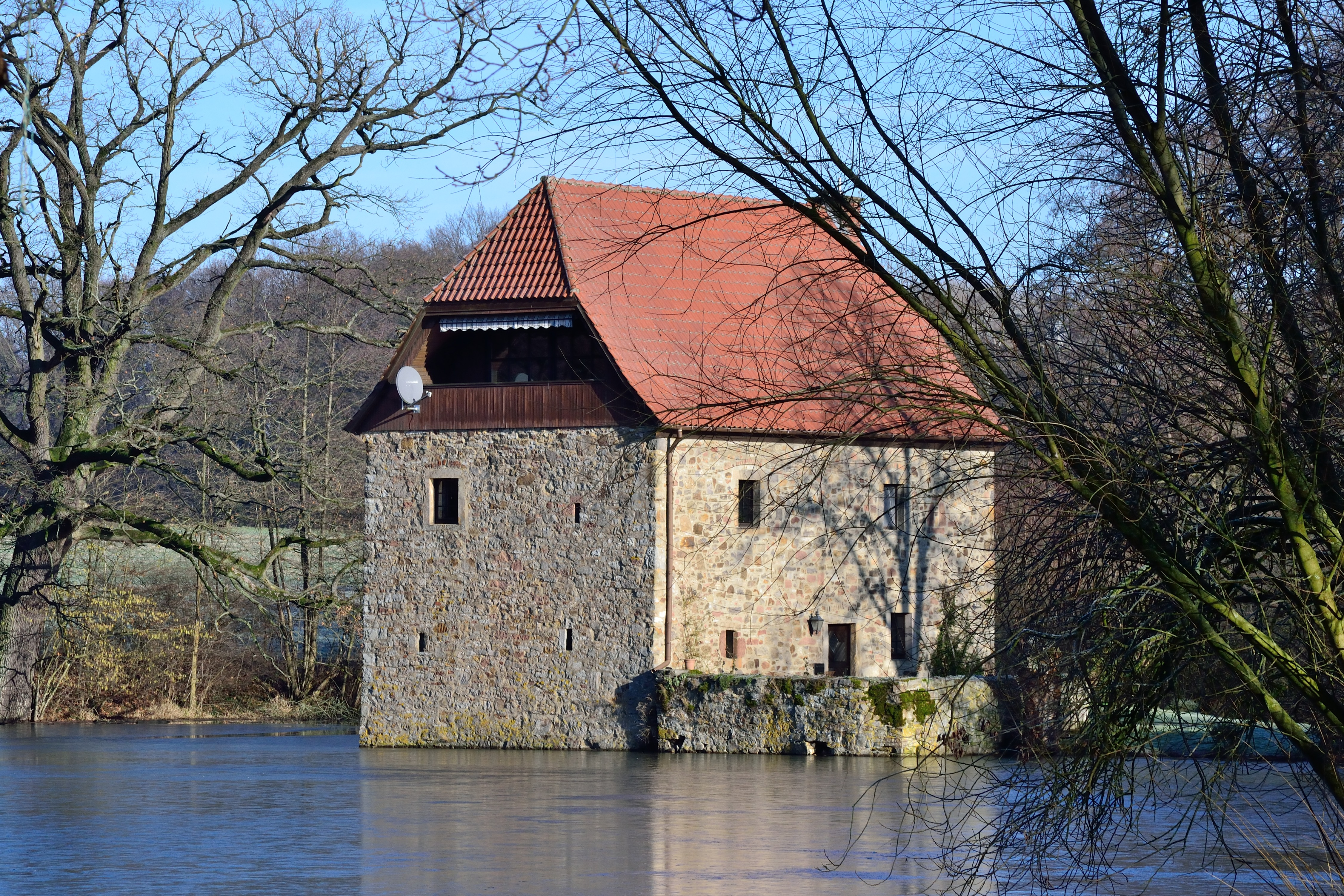
Bauernburg auf dem Gut Röhrentrup

Das Gut Röhrentrup befindet sich auf dem Gebiet des Ortsteils Klüt der Stadt Detmold im Kreis Lippe.

## Beschreibung
Das Gut Röhrentrup wurde erstmals 1363 als „Rorìnctorpe“ schriftlich erwähnt. Die im ganzen denkmalwerte Anlage des Gutes besteht aus mehreren Fachwerkhäusern, die aus der Mitte des 17. Jahrhunderts stammen und im 19. Jahrhundert repräsentativ ausgebaut wurden. Das Herrenhaus, ein Massivbau mit seitlichem Uhrenturm, wurde 1845/46 erbaut. Die kleine Wassermühle des Gutes, ein Bruchsteinbau, trägt die Datierung 1672. Ein um 1855 erbauter Steinspeicher auf dem Gut steht unter Denkmalschutz.
Ebenfalls erhalten geblieben ist eine sogenannte Bauernburg, welche etwas abseits gelegen an einem Teich liegt. Sie wurde erstmals 1428 als „stenwerk to Rorinctorpe“ schriftlich erwähnt. Es handelt sich hierbei um einen im Kern vermutlich spätmittelalterlichen Bruchsteinbau mit zwei Etagen, Schlitzfenstern und einem traufseitigen Eingang. Genutzt wurde das Gebäude unter anderem als Speicher und bot den Hofleuten als Bergfried Zuflucht. 1975 wurde das Gebäude ausgebaut und wird seitdem für Wohnzwecke genutzt.
Der Name des Gutes besteht aus den Namensbestandteilen Röhren und -trup. Ersterer verweist auf das Vorkommen von Schilfrohr, eine Röhricht bildende Pflanzenart, hin. Tatsächlich befindet sich das Gut an einem mit Röhricht bestückten Teich. Der zweite Namensbestandteil bedeutet Dorf, wobei damals auch eine recht überschaubare Anzahl von Häusern so bezeichnet wurde.
Das Gut befindet sich im Quellgebiet des Oetternbaches, der deshalb in seinem Oberlauf auch als Röhrentruperbach bezeichnet wird.
Am 22. August 1617 kam es nach einer Klage vor dem Reichskammergericht in Speyer auf dem Gut zu Verhandlungen zwischen dem lippischen Landesherrn Simon VI. und den Bürgern der Stadt Lemgo, bei denen die Bürger die freie Religionsausübung und die freie Wahl ihrer Pastoren durchsetzen konnten. Wegen des Tagungsortes wird der Vorgang als Röhrentruper Rezess bezeichnet.
Das Gut Röhrentrup gehörte zur Gemeinde Dehlentrup, die mit dem Detmold-Gesetz am 1. Januar 1970 in die Kreisstadt Detmold eingegliedert wurde.